# 豊中市立第十二中学校
豊中市立第十二中学校（とよなかしりつ だいじゅうにちゅうがっこう）は、大阪府豊中市浜二丁目にある公立中学校。
校歌は、作詞を竹中郁、作曲を岩河三郎

## 沿革
- 1973年
  - 4月1日 - 豊中市立第十二中学校として、現在地に開校。
  - 10月26日 - 体育館・プール竣工。この日を創立記念日とする。
  - 11月14日 - 開校記念式典を実施。
- 1976年2月9日 - 校歌制定発表会。
- 1978年4月1日 - 養護学級新設。
- 1990年4月1日 - 文部省より、奉仕等体験学習研究推進校に指定される（1991年度まで）。
- 1991年4月29日 - 学校緑化により大阪府から表彰を受ける。
- 2014年8月23日 - 文部省より、映像教育モデル校に指定される。

## 通学区域
- 豊中市立小曽根小学校、豊中市立豊南小学校、豊中市立高川小学校の通学区域。

小曽根1-5丁目、浜1-4丁目、豊南町西1-5丁目、豊南町東1-4丁目、豊南町南1-6丁目。 
- 豊中市立中学校通学区域一覧表を参照。

※大阪市淀川区十八条3丁目16番-19番は大阪市立三国中学校の校区に指定されているが、調整区域として当校への就学も可能となっている。

## 著名な出身者
- 元木大介 - 野球
- 河井リツ子 - 漫画家
- 久高友雄 - サッカー
- 稲葉貴子 - ハロープロジェクト

## 交通
- 服部天神駅から南東へ1km。